# Dego (Abt)
Dego († 1018) war ein Benediktinermönch.
Er war zuerst Dekan im Kloster Tegernsee, dann Prior im Kloster St. Ulrich und Afra in Augsburg. 1015 wurde er als Nachfolger von Reginbald von Dillingen zum zweiten Abt des Klosters gewählt. Er starb 1018.